# 가와세역
가와세역(일본어: 河瀬駅, かわせえき 가와세에키[*])은 일본 시가현 히코네시에 위치한 서일본 여객철도의 역이다.

## 승강장
단식 승강장과 섬식 승강장이 혼합된 복합형 승강장으로 2면 3선의 지상역이다. 또한 외측선에 상행 대피선을 가지고 있어 대피가 가능하다. 1번 승강장이 단식, 2·3번 승강장은 섬식 승강장이다. 하행 본선은 1번 승강장, 상행 본선은 3번 승강장을 사용하고 있어 평소 발착은 이 곳에서 이루어진다.
중선(中線)인 2번 승강장은 편의 상 3번 승강장과 일괄적으로 마이바라 방면의 승강장으로서 안내되고 있지만 상하행 어느쪽으로든 발착이 가능하여 2009년 3월 14일 기준으로 저녁 시간대 교토 방면의 보통 1편 (토요일과 공휴일은 점심 직전의 마이바라 방면 보통 1편도 포함)이 특급 열차의 통과에 의한 대피 목적으로 이 승강장을 사용하고 있는 것 이외에 다이아 혼란 시에는 회차를 위해서도 사용되고 있다. (그 때문에 일부 차량의 행선막에는 가와세 행이 적힌 것도 존재한다.) 이전에 오사카 만국 박람회가 개최했을 때 임시 열차가 이 역에 정차한 바가 있었다.
이외에 섬식 승강장의 가로 측에는 승강장이 없는 4번 선이 있어, 상행 화물 열차가 장시간 대피 (상행 열차로 운전 보류가 발생했을 경우)를 위해 사용한다. 예전에 1번선과 2번선의 사이에 하행 대피선이 있었지만 현재는 철거되어 없다.
역사는 고가화되어 있어 서쪽 출구와 동쪽 출구가 있다. 대합실과 승강장에는 엘리베이터와 상행 승강장에 한해 에스컬레이터가 설치되어 있다.
어번 네트워크에 소속된 역 중 하나로써 이코카의 사용이 가능하다.
| 1 | ■ 비와코 선 (상행) | 마이바라 · 나가하마 방면    |
| 2 | ■ 비와코 선 (하행) | 구사쓰 · 교토 · 오사카 방면 |

## 승차량 변동
| 회사      | 승차 인원 | 승차 인원 | 승차 인원 | 승차 인원 | 승차 인원 | 승차 인원 | 승차 인원 | 승차 인원 | 주 석 |
| 회사      | 1993년    | 1994년    | 1995년    | 1996년    | 1997년    | 1998년    | 1999년    | 2000년    | 주 석 |
| --------- | --------- | --------- | --------- | --------- | --------- | --------- | --------- | --------- | ----- |
| JR 서일본 | 3450      | 3348      | 3437      | 3424      | 3332      | 3346      | 3269      | 3236      | [ 1 ] |
| 회사      | 2001년    | 2002년    | 2003년    | 2004년    | 2005년    | 2006년    | 2007년    | 2008년    |       |
| JR 서일본 | 3105      | 3000      | 3031      | 3124      | 3197      | 3220      | 3227      | 3251      | [ 1 ] |

## 역사
- 1896년 5월 1일: 일본국유철도 도카이도 선의 역으로서 개업하였다. 여객 및 화물 겸용 취급이 개시되었다.
- 1972년 3월 15일: 화물 취급 폐지.
- 1987년 4월 1일: 소속이 서일본 여객철도로 변경되었다.
- 2003년 11월 1일: 이코카의 사용이 개시되었다.

## 인접정차역
| 서일본 여객철도 도카이도 본선 | 서일본 여객철도 도카이도 본선 | 서일본 여객철도 도카이도 본선 |
| ----------------------------- | ----------------------------- | ----------------------------- |
| 미나미히코네 마이바라 방면    | ■ 비와코 선 보통              | 이나에 히메지 방면            |